# Pēterburgas Avīzes (газета)
Pēterburgas Avīzes (укр. «Петербурзька газета») — друковане видання латвійською мовою. Виходила в Петербурзі з 26 липня 1862 по червень 1865. Видавцем був Крішьяніс Вальдемарс. Спочатку редактором був Юріс Алунанс, потім Кріш'янис Баронс.
Газета приділяла увагу культурним, господарським і політичним проблемам. У «Pēterburgas Avīzes» друкувалися розповіді і вірші Кріш'яниса Баронса, К. Даугуля, Ю. Ругена.